# フェニックスガンダム
フェニックスガンダムは、ゲーム『SDガンダム GGENERATION』シリーズに登場する架空の兵器。ゲームオリジナルのモビルスーツ (MS) である。
本記事では、本機に関連する機体群についても併せて記述する。

## 機体解説
『GGENERATION』シリーズのオリジナルモビルスーツの1つで、宇宙世紀などのどの世界観にも属さない機体であり、所属やパイロットは特に設定されていない。
戦闘能力は高く、高威力のビーム兵器に加えサイコミュ兵器「フェザーファンネル」を装備し、オールレンジ攻撃も可能である。鳥型に変形し炎を纏い突撃する「バーニングファイア」が最強の攻撃である。さらにナノマシンを利用したナノ・スキンと呼ばれる装甲により自動修復能力も持ち、単体での大気圏突入も可能。

### ゲーム中での扱い
通常の開発や設計では生産できない機体であり、初登場となった『SDガンダム GGENERATION-F』では、全ステージクリア後に表示される黒歴史コードと呼ばれるパスワードを入力することで生産が可能になるが、生産に掛かるコストが最も高く設定されている。本機から開発できる機体は無いが設計素材としては優秀で、量産型サイコガンダムを除く全ての機体と掛け合わせ、様々な機体を設計することが可能。
しかし、同シリーズの続編作品が発売されるにつれて、フェニックス・ゼロなどの派生機の登場や開発システムの変更などの影響により、本機のゲーム中での機体性能や設計素材としての価値は低下し、『SDガンダム GGENERATION WARS』からは、低コストで入手が比較的容易な通常性能版と初登場時の性能に近い高性能・高コストのフェニックスガンダム（能力開放）という機体に分別もされた。どちらにせよ初登場時ほど入手が困難ではなくコストも低いため扱いやすくなっている。
また、『SDガンダム GGENERATION WORLD』、『SDガンダム GGENERATION 3D』の発売と連動したイベントユニットとして、Mobageの『ガンダムバトルロワイヤル』、『ガンダムカードコレクション』にフェニックス・ゼロ、トルネードガンダムと共に登場した。
なお、本機に特定のパイロットは設定されていないが、『SDガンダム GGENERATION SPIRITS』以後の作品ではGGENERATIONオリジナルキャラクターのマーク・ギルダーがゲーム内の戦闘デモで搭乗しており、『SDガンダム GGENERATION OVER WORLD』の公式サイトではマーク・ギルダーがパイロットとして紹介されている。

### 武装
ビームサーベル
柄からビーム刃を形成する斬撃武装。普通に斬りつける他、ビーム刃を形成しながら敵に向けて投げ付けるといったビームブーメランの様な使用も可能。
ビームライフル
2挺のピストルを上下に連結させて使用する。そのままピストルの状態で運用する事も可能。連射性能が高く威力もそれなりにある。
メガビームキャノン
翼の先端に1門ずつ装備され、4つある翼を前方に向けて放つ。
フェザーファンネル
翼に搭載されたオールレンジ兵装。無数の羽状のファンネルを放ち、ファンネル先端からビームを放ち攻撃する。
バーニングファイア
本機の「フェニックス」に由来する必殺技。鳥状のMA形態に変形し、翼から特殊な液体金属を発生させ、機体全体を炎の様なエネルギー体で包んだ後、敵に向かって突撃する。

## フェニックス・ゼロ
ゲーム『SDガンダム GGENERATION SPIRITS』以降のトムクリエイト版シリーズに登場するMS。
フェニックスガンダムの完全生産を目指して開発されたが、フェニックス内のブラックボックスを解析出来なかったため、フェザーファンネルやナノスキン装甲などの特殊技術を実装する事が出来なかった。それでも簡易量産機としてはかなりの成果を出せたとされている。なお、フェニックスとは別ラインで開発されたため、オリジナルと違う形式番号となっている。本機はフェニックスガンダムのプロトタイプやデッドコピーともいわれ真相は不明とされていたが、『3D』で設定が追加された。
機体色が青で、頭部に角がなく、頭部センサーもツインアイではなくゴーグルアイタイプになっているなどシンプルなデザインになっている。武装もフェザーファンネルの代わりにバルカン砲を装備している点以外は共通である。大気圏内での飛行能力や宙間戦闘能力性能はフェニックスと同等ではあるが、それ以外の性能はフェニックスを一回り弱くしたものである。また、フェザーファンネルやナノスキン装甲も搭載されていない。SPIRITS以後の作品ではプレイヤー部隊の初期リーダー機として配備されている。
当機もフェニックスと同じく、特定のパイロットは設定されておらず、ゲーム内の戦闘デモの搭乗者も作品で異なる。

## フェニックス・ゼロワン
『SDガンダム GGENERATION GENESIS』に登場するMS。
フェニックス・ゼロの改良型。

## ハルファスガンダム
ゲーム『SDガンダム GGENERATION WORLD』以降のトムクリエイト版シリーズに登場するMS。
フェニックスガンダムとは対になる存在であり、形状こそ酷似しているものの紺と黄色で塗られた対照的なカラーリングをしている。
高水準の大気圏内での飛行能力や宙間戦闘能力を持つ。ナノスキン装甲や飛行形態への変形、武装など多くの共通点を持ち、一部パーツはフェニックスと同じものが使用されているが、総合性能ではフェニックスガンダムを大きく超えている。
必殺技はバーニングファイアを上回るエネルギーを発揮する「バーニングフレア」。名前の由来はフェニックスと同じくソロモン72柱の一人、ハルファス。
『WORLD』では暴走するジェネレーション・システムの尖兵として登場、「ワールドシグナル」を発振して世界中を混乱に陥れる。様々なキャラクターにより利用または破壊が試みられ、最終的には機能を停止。アプロディアの手に戻った後はジェネレーション・システム中枢部への進入のために彼女によって運用される。

### 武装（ハルファス）
ビームサーベル
柄からビーム刃を形成する斬撃武装。2本装備されている。
クロス・メガビームキャノン
翼の先端に2門ずつ装備され、4つある翼を前方に向けて放つ。フェニックスのメガビームキャノンより高い威力を持ち、
更に発射状態では両腕が自由になるのがポイント。
フェザーファンネル
機体後部に搭載されたオールレンジ兵装。無数の羽状のファンネルを放ち、ファンネル先端からビームを放ち攻撃する。
バーニングフレア
鳥状のMA形態に変形し、翼から蒼い炎を発生させて機体全体を包んだ後、敵に向かって突撃する。その威力はフェニックスの「バーニングファイア」を上回る。

## レギナ
ゲーム『SDガンダム GGENERATION WORLD』以降のトムクリエイト版シリーズに登場するMS。
ハルファスガンダムと同じ開発ラインで製造された機体で、フェニックスガンダムやハルファスガンダムと違い、女性的なスマートなデザインとなっているが、一応ハルファスガンダムの量産型と位置づけられている。
パイロットが搭乗することを前提としているが無人での運用も可能で、その際には核となる機体によってコントロールされて戦闘を行うようになっている。
武装は、格闘戦用兵器のビームファンが2基。機体背部にはバインダーシールドライフルが搭載され、脇の下に構えたり肩に担いだりできる。

## ハルファスベーゼ
ゲーム『SDガンダム GGENERATION OVER WORLD』に登場するMS。
アプロディアを名乗りジェネレーション・システムを掌握しようとするコード・アメリアスがハルファスガンダムをベースに強化改良を施した機体。制御の難しいフェザーファンネルを排し、代わりにフェザースクゥィーズを搭載するなど数々の武装追加によって射程は短くなったものの、近・中距離での戦闘能力が上昇している。

### 武装（ハルファスベーゼ）
ビームサーベル
柄からビーム刃を形成する斬撃武装。武装として使用できないが、ムービーで使用されている。
ビームサイス
刃部分がビームで構成された折りたたみ式の大型鎌。背部に2本装備している。なお同名の武装をガンダムデスサイズが装備しているが、こちらは刃の部分からビームの刃を形成する、ビームソードの様な武装となっている。
クロス・メガビームキャノン
翼の先端に2門ずつ装備され、4つある翼を前方に向けて放つ。フェニックスのメガビームキャノンより高い威力を持ち、
更に発射状態では両腕が自由になるのがポイント。ハルファスガンダムと同型の武装。
フェザースクゥィーズ
フェザーファンネルの代わりに搭載された武装。ワイヤー制御式の有線端末による格闘攻撃。中距離で威力を発揮する。
バーニングフレア
鳥状のMA形態に変形し、翼から蒼い炎を発生させて機体全体を包んだ後、敵に向かって突撃する。その威力はフェニックスの「バーニングファイア」を上回る。ハルファスガンダムと同型の武装。

### ハルファスベーゼハルバード
ゲーム『SDガンダム GGENERATION OVER WORLD』に登場するMS。
ハルファスベーゼに強化パーツを追加した機体。本作ではMA形態で固定されているが、フレア・バーストモードにてMS形態へ変形している。

## バルバトス
ゲーム『SDガンダム GGENERATION WORLD』以降のトムクリエイト版シリーズに登場するMS。
フェニックスガンダムやハルファスガンダムの上位に位置する機体とされ、通常の人型形態である「MS・フォーム」、高速巡航形態の「エンジェル・フォーム」、収束砲撃用の「ピーコック・フォーム」、広範囲砲撃用の「HALO・フォーム」等、目的に応じて様々な形態に変形することであらゆる戦況に対応できる万能性を持つ。
主な武装は全身に内蔵された合計20門ものビーム砲で、ハイパーナノスキン装甲や高い移動力とも相まって非常に強力な機体となっている。
『WORLD』ではジェネレーション・システムを守る最後の守護者として登場し、その圧倒的な性能を見せ付ける。また、ヘルモードでプレイできる特別ステージ「ヘル・ロード」に出現するバルバトスを撃墜すると、ボーナスとして大量のキャピタルを入手できる。また、「∀ガンダム（黒歴史）」を開発することができる機体である。
2015年放送開始のテレビアニメ『機動戦士ガンダム 鉄血のオルフェンズ』で「ガンダム・バルバトス」が登場する以前に設定された機体であり、直接の関係はない。

### 攻撃パターン
ピーコック・フォーム
高速巡航形態のエンジェル・フォームへ変形後、スラスター・両腕のビーム砲を全て展開し、そこから生じたエネルギーを全て先端部の2門の砲身に収束、それを一気に放出する。スラスタービーム砲を広げた姿は孔雀（ピーコック）を思わせる。
HALO・フォーム
MS・フォームからスラスターのビーム砲を全て展開し、12門のビームを一斉に放つ。複雑な軌道を描きながら放たれる一斉砲撃は命中率が高く、周りを囲まれた時にも自機を中心に周りに向けて放つ事も可能。
テウルギア・ゲーティア
ビームサーベルの柄のようなデバイスを目標に投擲後、そのデバイスをさながら避雷針のように利用してHALO・フォームからの一斉砲撃を行う本機の必殺技。

## バルバトス・ミラージュ
ゲーム『SDガンダム GGENERATION 3D』以降のトムクリエイト版シリーズに登場するMS。
バルバトスに酷似した機体だが、カラーリングは藍色と朱色になっている。バルバトスと同じく全身にビーム砲が備え付けられ、通常の人型形態「MS・フォーム」、高速巡航形態の「エンジェル・フォーム」、収束砲撃用の「ピーコック・フォーム」、広範囲砲撃用の「HALO・フォーム」等、多様な形態変化を併せ持つ。オリジナルであるバルバトスとの関連性は不明となっていたが、『OVER WORLD』でオリジナルに限りなく近いレプリカである事が判明した。
『3D』ではゲーム序盤から登場し、ELSと共に各地の戦場に姿を現した。制御システムは『WORLD』と同じくバルバトス・ニューロ。その目的やELSとの関連性も全く不明である。

## マスターフェニックス
ゲーム『SDガンダム GGENERATION OVER WORLD』に登場するMS。
謎の青年コード・フェニックスが搭乗する機体で、「フェニックス」の名を冠する事からフェニックスガンダムの上位種であると思われ、機体色も深紅を基調としている。装甲は「ハイパーナノスキン」を使用しており、高い自己修復能力を持つ。機体のフレーム構造をより人間に近い可動範囲を持たせる様に設計されたため、フェニックス系統の機体に共通していた内蔵火器は一切持たず、武装はクロスバインダーソードのみ。主に高機動を活かした接近戦を主とするが、バインダーソードに内蔵されたソード・メガビームキャノンにより、射撃戦にも対応可能となっている。必殺技はバーニング・ソード。

### 武装（マスターフェニックス）
クロスバインダーソード
背部バインダーに装着された実体剣。左右に1本ずつの合計2本を装備しており、使用時にはバインダーから外れて手持ち武装となる。刀身部分からはビーム刃を形成する事も可能で、実剣だけでなくビームソードとしての役割も持つ。
ソード・メガビームキャノン
クロスバインダーソードに内蔵されたビームキャノン。バインダーソードから即座に切り替えることが可能。
バーニングソード
本機における必殺技。クロスバインダーソードに深紅の炎（正確にはフェニックスのバーニングファイアと同じ炎状の液体金属と思われる）を纏わせ、一気に敵を斬り裂く。

## バルバドロ
ゲーム『SDガンダム GGENERATION OVER WORLD』に登場するMA。
名称や形状からバルバトスの発展形と思われる機体で、バルバトスは変形によって全方位砲撃や収束砲撃を行っていたが、本機は砲撃時の変形を廃した事でバルバトスの弱点である変形によるタイムラグがなくなり本当の意味での無差別殲滅用MAとなった。
バルバトスのピーコック・フォームを上回る威力の砲撃が可能な圧縮粒子砲を装備しており、戦艦を一撃で葬り去れるほか、翼部分にも射角が広い小型のメガ粒子砲を前後問わず無数に装備し、MAでありながら死角が少ない。接近されても上部の「バルバドロ・トップ」を変形させる事で腕部の大型クローが展開可能になるなど、近接戦にも対応した性能を有する。

## クィーンアメリアス
ゲーム『SDガンダム GGENERATION OVER WORLD』に登場するMS。
コード・アメリアスの専用機。赤と金を基調とした女性的なフォルムを有する。
ガーディアン・ドレスと呼ばれる専用の攻防一体型装甲を有しており、優れた防御力を発揮すると同時にドレスを単独でガーディダンサーとして攻撃に利用することも可能である。非常時はこれをパージすることで装甲を犠牲にしつつ機動性を得られる。
攻撃はほとんどがガーディ・ダンサーにより自動で行われるが、本体にも近接武装のビーム・ウィップと、サーヴァント・ファンネルと、最低限の武装は装備している。サーヴァント・ファンネルは非使用時は頭部に連結してラックされており、その形状はさながらおさげ髪を思わせる。

### ガーディダンサー
ゲーム『SDガンダム GGENERATION OVER WORLD』に登場するMS。
クィーンアメリアスを守護するために作られた2機1組の無人機で、単体でも運用できるがクィーンアメリアスと連携する事で最大限の性能を発揮し、クィーンアメリアスのパーツとして合体可能。